# Ion Druță

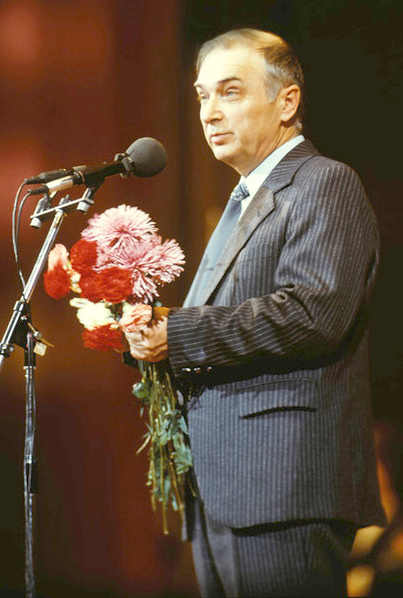
Ion Druță, Ende der 80er Jahre (Foto: Ion Chibzii)

Ion Druță, auch Ion Pantelejewitsch Druze (* 3. September 1928 in Horodiște, Rajon Dondușeni, Bessarabien (heute Republik Moldau); † 27. September 2023 in Moskau, Russland), war ein moldauischer Schriftsteller und Dramatiker.

## Leben und Wirken
Ion Druțăs Eltern waren Bauern in dem überwiegend von Moldauern bewohnten Horodiște. Das Dorf im äußersten Norden des Landes liegt 21 Kilometer von der Kreisstadt Dondușeni und 171 Kilometer von der Hauptstadt Chișinău entfernt.
Ion Druță absolvierte die örtliche Försterschule und arbeitete in der Dorfverwaltung als Sekretär. 1945–1956 war er Mitglied des moldauischen Komsomol, 1947–1951 diente er beim Militär.
Ion Druță publizierte ab 1950. Im Jahr 1957 absolvierte er das Moskauer Maxim-Gorki-Literaturinstitut. Zunächst schrieb Ion Druță auf Rumänisch, doch ab 1960 auch auf Russisch. Russlandweit wurde er 1957 mit seinem ins Russische übersetzten Romanerstling Blätter der Sehnsucht, auch Georg, der Sohn der Witwe, bekannt. Nach der Publikation von Die Last unserer Güte (Povara bunătății noastre) übte Iwan Bodjul, Erster Sekretär des Zentralkomitees der Kommunistischen Partei Moldaus, politischen Druck auf den Autor aus. Ion Druță wich dem aus, indem er 1968 nach Moskau übersiedelte.
1987 wurde Ion Druță einstimmig zum Ehrenpräsidenten des Moldauischen Schriftstellerverbandes gewählt. Nach dem Zerfall der Sowjetunion verließ er Moskau und ging in seine moldauische Heimat. 1998 zog er sich aus dem Moldauischen Schriftstellerverband zurück. Ion Druță war Mitglied der Rumänischen Akademie und der Moldauischen Akademie der Wissenschaften. Er war einer der Vorsitzenden der Paulisten.
Ion Druță war mit Era Samuilowna Rossina (1929–2017), der Tochter von Samuil Israilewitsch Rossin, verheiratet. Ihre Kinder sind die 1958 geborenen Zwillingsschwestern Olga (lebt in Israel) und Tatjana († 2011).
Er starb am 27. September 2023 im Alter von 95 Jahren. Auf eigenen Wunsch, wurde Ion Druță im Bereich des von ihm veranlasst und 2004 errichteten Denkmals „Lumânarea Recunoștinței“ (Kerze der Dankbarkeit), einer Hommage an alle Anonymen die die Kultur, Sprache und Geschichte Moldawiens bewahrt und verewigt haben, bei Soroca beigesetzt.

## Werk (Auswahl)

### Rumänische Ausgaben
- 1954 Poveste de dragoste – Liebesgeschichte
- 1957 Frunze de dor – Blätter der Sehnsucht. Roman
- 1959 Dor de oameni – Sehnsucht nach Menschen
- 1959 Casa mare – Das große Haus. Drama in drei Akten
- 1963 Balade din cîmpie – Balladen aus der Heide
- 1964 Piept la piept – Brust an Brust
- 1966 Ultima lună de toamnă – Der letzte Monat des Herbstes
- 1968 Povara bunătății noastre – Die Last unserer Güte
- 1969 Întoarcerea țărînei în pămînt – Die Rückkehr des Staubes in die Erde
- 1969 Pădureanca – Die Wäldlerin
- 1971 Păsările tinereții noastre – Die Vögel unserer Jugend. Drama in zwei Teilen
- 1972 Clopotnița – Der Glockenturm. Roman
- 1975 Horodiște
- 1975 Biserica albă – Die weiße Kirche
- 1977 Cervus divinus – Der göttliche Hirsch
- 1977 Sfînta sfintelor – Orakel
- 1979 Doina – Drama in drei Akten
- 1981 Tot ce am mai sfânt – Alles, was ich heilige
- 1984 Toiagul păstoriei – Das Personal der Schäferei
- 2001 Harul Domnului. Epopee teatrală – Gottes Gnade
- 2003 Pomul de la răscruce. – Baum am Scheideweg
- 2005 Ujin u tovarișcea Stalin – Dramatisches Epos
- 2008 Druțiana teatrală
- 2008 Maria Cantemir, ultima dragoste a lui Petru cel Mare. Epopee istorică în unsprezece tablouri, cu epilog – Maria Cantemir, Peter des Großen letzte Liebe. Drama

Essays
- 1957 La umbra cuvântului – Im Schatten des Wortes
- 1959 Lumea lui Cehov – Tschechows Welt
- 1979 Eminescu, poet national – Eminescu, der Nationaldichter
- 1989 Cine a stins lumina? – Wer löschte das Licht?
- 2011 Îngerul supraviețuirii. Mărturii și spovedanii – Der Engel des Überlebens. Beweise und Geständnisse
- 2012 Lupaniada. Înălțarea și prăbușirea unei epoci – Aufstieg und Fall einer Epoche

### Russische Ausgaben
Erzählungen
- Der letzte Monat des Herbstes
- Brot, Liebe und Tapferkeit
- Einkehr ins Selbst
- Kurzes Jahrhundert des grünen Blattes

Romane
- Der Geruch von reifen Quitten
- Die Einsamkeit des Hirten

Stücke
- Abendglocken. Das Abendessen bei Genossen Stalin

### Deutschsprachige Ausgaben
- Ion Druze
  - Wenn der Hahn kräht. Aus dem Moldauischen von Leo Hornung. Verlag Kultur und Fortschritt (Die bunte Reihe, Bd. 38), Berlin 1966
  - Und kehrte zurück an den Ort, da er anfing. Dramatische Ballade. Übersetzerin: Barbara Conrad, Drei Masken Verlag, München 1979
- Ion Druță
  - 1968 Die Last unserer Güte. Roman. Übersetzung aus dem Russischen von Harry Burck nach der moldauischen Original-Ausgabe. Nachwort: Herbert Krempien. Volk und Welt, Berlin 1971
  - Das Allerheiligste. Drama in zwei Akten. Aus dem Russischen von Gerhard Neubauer. Henschelverlag Kunst und Gesellschaft (Henschel-Schauspiel), Berlin 1978
  - Die weiße Kirche. Historischer Roman. Aus dem Russischen von Harry Burck. Buchclub 65 (Lizenzgeber: Volk und Welt), Berlin 1984
  - Die Samariterin. Verlag Ost-West-Dialog, Gießen/Königstein

## Ehrungen
- 1960 und 1984 Orden des Roten Banners der Arbeit
- 1967 Staatspreis der Moldauischen Sozialistischen Sowjetrepublik
- Orden der Völkerfreundschaft
- 1988 Leninorden
- 1993 Orden der Republik (Moldau)